# 2310
2310（二千三百十、二三一〇、にせんさんびゃくじゅう）は自然数、また整数において、2309の次で2311の前の数である。

## 性質
- 2310は合成数であり、約数は1, 2, 3, 5, 6, 7, 10, 11, 14, 15, 21, 22, 30, 33, 35, 42, 55, 66, 70, 77, 105, 110, 154, 165, 210, 231, 330, 385, 462, 770, 1155, 2310である。
  - 約数の和は6912。
- 2310 = p5# = 2 × 3 × 5 × 7 × 11
  - 5番目の素数階乗数である。1つ前は210、次は30030。
    - 5連続素数の積で表せる最小の数である。次は15015。

  - 最小の五素合成数である。次は2730。(オンライン整数列大辞典の数列 A46387)
    - 五素合成数がハーシャッド数になる最小の数である。次は3570。

  - 素数階乗で表せる n においてn ± 1 が両方とも素数（双子素数）になる3番目の数である。ただし最大の数と予想されている。1つ前は30。(オンライン整数列大辞典の数列 A088256)
- 2310 = 10 × 11 × 21
  - n = 10 のときの n(n + 1)(2n + 1) の値とみたとき1つ前は1710、次は3036。(オンライン整数列大辞典の数列 A055112)
- 469番目のハーシャッド数である。1つ前は2304、次は2312。
  - 6を基とする36番目のハーシャッド数である。1つ前は2220、次は2400。
- 2310 = 482 + 6
  - n = 48のときの n 2 + 6 とみたとき1つ前は2215、次は2407。
- 約数の和が2310になる数は2個ある。(1538, 2309) 約数の和2個で表せる138番目の数である。1つ前は2288、次は2312。
- 各位の和が6になる63番目の数である。1つ前は2301、次は2400。
  - 各位の和が完全数になる64番目の数である。1つ前は2301、次は2400。(オンライン整数列大辞典の数列 A217747)